# The Devil's Circus
The Devil's Circus is een stomme film uit 1926 onder regie van Benjamin Christensen. In Nederland werd de film destijds uitgebracht onder de titel Het Duivelscircus.

## Verhaal
Carlstop is een dief die onlangs is vrijgelaten uit de gevangenis. Hij krijgt een baan bij een circus, waar hij trapeze-artieste Mary ontmoet. Hij wordt verliefd op haar, maar ze wordt al constant benaderd door de leeuwentemmer Hugo. Zij heeft geen interesse in hem, maar dat houdt hem niet tegen. Hij stort zichzelf op haar. Hoewel ze hem van zich af probeert te duwen, verkracht hij haar.
Na deze gebeurtenis groeit Mary naar Carlstop toe. Ze worden verliefd en plannen het circus voorgoed te verlaten. Ze hebben echter geen geld om een huis te kopen en een normaal leven te beginnen. Spiro, een vriend van Carlstop, biedt hem een groot bedrag aan als hij meedoet aan nog één roofoverval. Hij ziet het als de enige oplossing en besluit mee te doen, maar wordt gearresteerd en naar de gevangenis gestuurd.
Als hij wordt vrijgelaten, gaat hij het leger in om mee te vechten aan de Eerste Wereldoorlog. Ondertussen wordt Hugo's vrouw Yonna jaloers als hij nog enkel interesse toont in Mary. Ze probeert haar uit de weg te ruimen en maakt een van de koorden kapot waarop Mary loopt tijdens een optreden. Ze valt op de leeuwenkooi. Hugo redt haar, maar ze is erg toegetakeld. Op datzelfde moment raakt Carlstop ernstig gewond in de oorlog.
Desondanks herenigen Mary en Carlstop met elkaar. Hij wil wraak nemen op Hugo, maar weet dat hij het al zwaar genoeg heeft. Hugo is onlangs blind geworden en is nu volledig afhankelijk van Yonna, die haar geld verdient via prostitutie.

## Rolbezetting
| Acteur              | Personage        |
| ------------------- | ---------------- |
| Norma Shearer       | Mary             |
| Charles Emmett Mack | Carlstop         |
| Carmel Myers        | Yonna            |
| John Miljan         | Hugo             |
| Claire McDowell     | Mevrouw Peterson |
| Joyce Coad          | Kleine Anita     |

## Achtergrond
The Devil's Circus is een van de vele films die probeerde te teren op het succes van de circusfilms He Who Gets Slapped (1924) en Varieté (1925). Het was de eerste Amerikaanse film die de Deense regisseur Benjamin Christensen maakte. Er is lang gedacht dat de film verloren is gegaan. Nadat er kopieën werden gevonden, volgde een restauratie. Tegenwoordig wordt de film op verschillende filmfestivals getoond.